# ظهرة احمد طة (القفر)

تعديل مصدري - تعديل

ظهرة احمد طة محلة تابعة لقرية الرماعة، التابعة لعزلة بني مرغم بمديرية القفر إحدى مديريات محافظة إب في الجمهورية اليمنية، بلغ تعداد سكانها 54 حسب تعداد اليمن لعام 2004.